# Moyne Shire
Moyne Shire is een Local Government Area (LGA) in Australië in de staat Victoria. Moyne Shire telt 16.060 inwoners. De hoofdplaats is Port Fairy.